# Liga Nacional da Nova Zelândia
A Liga Nacional da Nova Zelândia é uma liga de futebol masculino no topo do sistema das ligas de futebol da Nova Zelândia. Fundada em 2021, a Liga Nacional da Nova Zelândia é a sucessora do Campeonato Neozelandês de Futebol. A liga é disputada por dez equipes, com equipes classificando a partir de suas ligas regionais. Quatro equipes se classificam na Liga do Norte, três se classificam na Liga Central, duas se classificam na  Liga do Sul e o Wellington Phoenix Reserves recebe automaticamente uma vaga.
As ligas regionais acontecem de março a setembro, com cada liga tendo um número variável de jogos. A Liga Nacional ocorre após a conclusão da fase regional, com as equipes jogando em turno único, seguida de uma grande final. A cada temporada, dois clubes se classificam para a OFC Champions League, competição continental para a região da Oceania.

## Formato da competição

Zonas Regionais da Liga Nacional

A competição tem duas fases: a fase regional, na qual as equipes disputam seus respectivos campeonatos regionais; e a fase nacional, em que os melhores times de cada região disputam em turno único, seguido de uma grande final para definir o campeão. Cada equipe pode colocar em campo um máximo de quatro jogadores estrangeiros, bem como um jogador estrangeiro adicional que tenha nacionalidade da Confederação de Futebol da Oceania. Cada equipe também deve ter pelo menos dois jogadores com 20 anos ou menos.

### Qualificação para a Liga dos Campeões da OFC
Duas equipes da Liga Nacional se classificam para a OFC Champions League a cada temporada: essas duas equipes são as duas finalistas da fase do campeonato.

## História
Em março de 2021, a New Zealand Football anunciou uma mudança na estrutura da primeira divisão e das principais ligas regionais do país. As quatro principais ligas regionais foram reestruturadas em Liga Norte, Liga Central e Liga Sul. Essas ligas permitiriam que os clubes locais se classificassem para uma liga nacional (agora conhecida como Liga Nacional), com as 4 melhores equipes da Liga do Norte, as 3 melhores equipes da Liga Central e as 2 melhores equipes da Liga do Sul compondo a competição, ao lado do Wellington Phoenix Reserves. Todas as equipes que se qualificarem, jogam uma única competição entre outubro e dezembro. Os dois primeiros colocados avançam para a Grande Final.

## Clubes atuais
Auckland City

Birkenhead United

Eastern Suburbs

Wellington Olympic

Wellington Phoenix Reserves

Esses são os atuais clubes da temporada 2024:
| Equipe                      | Localização  | Estádio               | Notas                               |
| --------------------------- | ------------ | --------------------- | ----------------------------------- |
| Auckland City               | Auckland     | Kiwitea Street        | Campeão da Liga Norte de 2024       |
| Birkenhead United           | Auckland     | Shepherds Park        | 4º colocado da Liga Norte de 2024   |
| Cashmere Technical          | Christchurch | Garrick Memorial Park | Campeão da Liga Sul de 2024         |
| Coastal Spirit              | Christchurch | Linfield Park         | 2º colocado da Liga Sul de 2024     |
| Eastern Suburbs             | Auckland     | Madills Farm          | 3º colocado da Liga Norte de 2024   |
| Napier City Rovers          | Napier       | Bluewater Stadium     | 3º colocado da Liga Central de 2024 |
| Wellington Olympic          | Wellington   | Wakefield Park        | Campeão da Liga Central de 2024     |
| Wellington Phoenix Reserves | Lower Hutt   | Fraser Park           | Classificação automática            |
| Western Springs             | Auckland     | Seddon Fields         | 2º colocado da Liga Norte de 2024   |
| Western Suburbs             | Porirua      | Endeavour Park        | 2º colocado da Liga Central de 2024 |

## Vencedores anteriores

### Ligas qualificatórias
| Ano  | Liga do Norte | Liga Central       | Liga Sul            |
| ---- | ------------- | ------------------ | ------------------- |
| 2021 | Auckland City | Wellington Olympic | Cashmere Technical  |
| 2022 | Auckland City | Wellington Olympic | Christchurch United |
| 2023 | Auckland City | Wellington Olympic | Christchurch United |
| 2024 | Auckland City | Wellington Olympic | Cashmere Technical  |

### Liga Nacional
| Temporada | Temporada Regular | Temporada Regular | Temporada Regular | Temporada Regular | Grande final      | Grande final | Grande final       |
| Temporada | Campeão           | Pontos            | Vice-campeão      | Pontos            | Campeão           | Resultado    | Vice-campeão       |
| --------- | ----------------- | ----------------- | ----------------- | ----------------- | ----------------- | ------------ | ------------------ |
| 2021      | Miramar Rangers   | 11                | Wellington Oympic | 10                | Miramar Rangers   | 7–2          | Wellington Olympic |
| 2022      | Auckland City     | 22                | Wellington Oympic | 22                | Auckland City     | 3–2          | Wellington Olympic |
| 2023      | Wellington Oympic | 23                | Auckland City     | 21                | Wellington Oympic | 2-0          | Auckland City      |
| 2024      | Birkenhead United | 20                | Auckland City     | 19                | Auckland City     | 2-1          | Birkenhead United  |

1. ↑  A Liga Nacional de 2021 foi cancelada por conta do aumento de casos de COVID-19. O torneio foi excepcionalmente substituído pela Série Centrol-Sul, disputado somente por clubes da Liga Central e Liga Sul[6]

## Artilheiros
| Temporada | Maior(es) artilheiro(s)       | Clube(s)                             | Gols |
| --------- | ----------------------------- | ------------------------------------ | ---- |
| 2021      | Ollie Whyte                   | Miramar Rangers                      | 7    |
| 2022      | Garbhan Coughlan              | Cashmere Technical                   | 11   |
| 2023      | Garbhan Coughlan              | Cashmere Technical                   | 11   |
| 2024      | Daniel Bunch Garbhan Coughlan | Birkenhead United Cashmere Technical | 8    |

## Recordes
Os registros a seguir são precisos no final da temporada de 2023. Apenas os jogos disputados na Liga Nacional (incluindo a final) são considerados abaixo.
- Maior vitória em casa: – Wellington Olympic 7–1 Christchurch United (19 de novembro de 2022)
- Maior vitória fora: – Selwyn United 0–5 Wellington Phoenix Reserves (27 de novembro de 2021)
- Partida com maior número de gols: 10 gols – Manurewa 4-6 Wellington Phoenix Reserves (8 de outubro de 2023)
- Maior número de gols marcados em uma temporada: 34 – Wellington Olympic (2023)
- Maior número de gols marcados em uma temporada (incluindo final): 36 – Wellington Olympic (2023)
- Menos gols sofridos em uma temporada: 4 – Cashmere Technical (2021)
- Maior pontuação em uma temporada: 23 – Wellington Olympic (2023)